# Delanie Walker
Hubert Delanie Walker (Los Angeles, 12 agosto 1984) è un giocatore di football americano statunitense che gioca nel ruolo di tight end per i Tennessee Titans della National Football League (NFL). Fu scelto nel corso del sesto giro (175º assoluto) del Draft NFL 2006 dai San Francisco 49ers. Al college ha giocato a football alla Central Missouri University.

## Carriera professionistica

### San Francisco 49ers
Walker fu scelto nel corso del sesto giro del Draft 2006 dai San Francisco 49ers. Nella sua stagione da rookie disputò sette partite, una delle quali come titolare, ricevendo 2 passaggi per 30 yard.

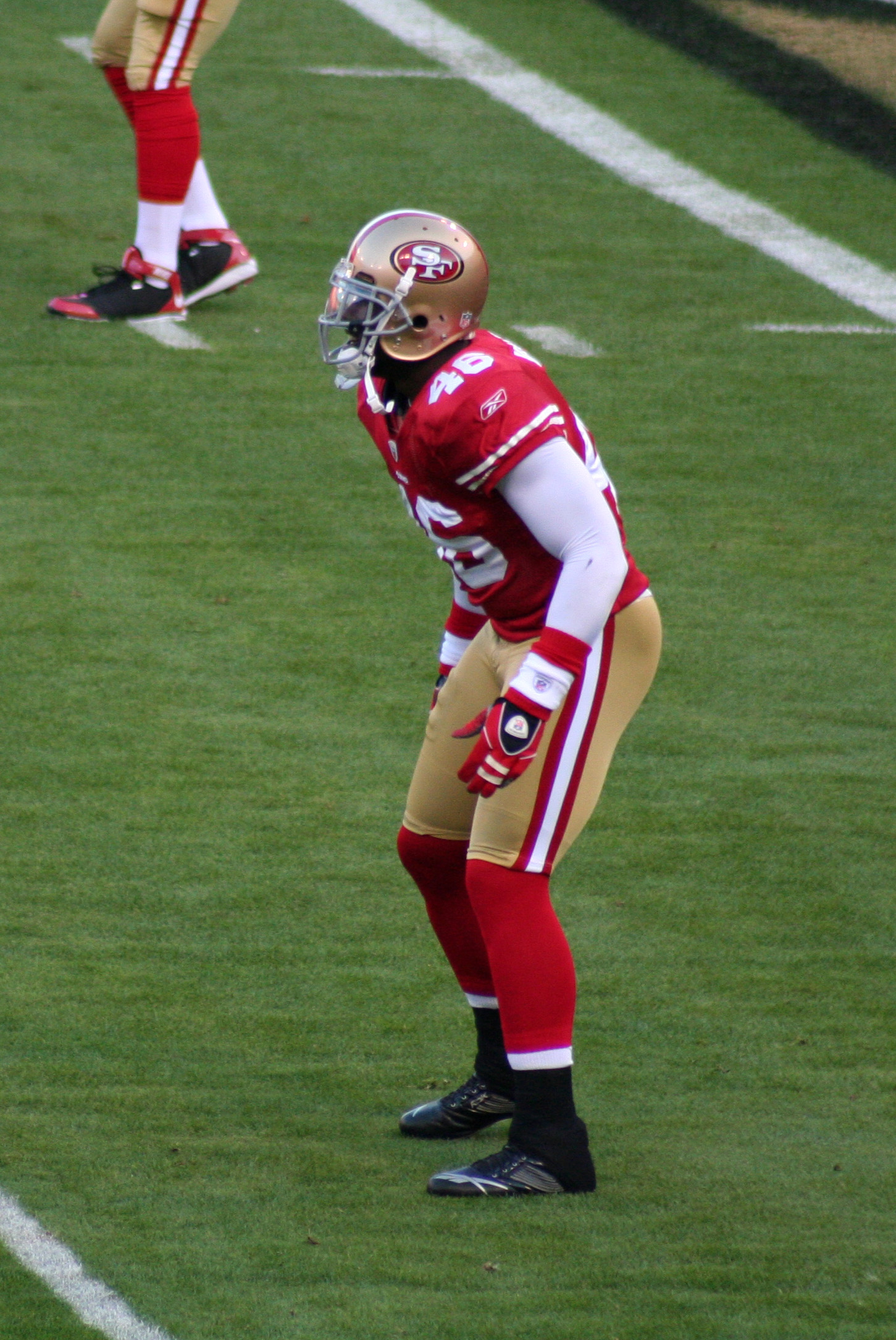
Walker nel 2009 coi 49ers

Il 22 giugno 2008, i 49ers fecero firmare a Walker un'estensione contrattuale triennale del valore di 6 milioni di dollari, inclusi 1,8 milioni di bonus alla firma.
Grazie all'arrivo di Jim Harbaugh come nuovo capo-allenatore di 49ers, Walker nel 2011 fu utilizzato in diversi ruoli, compreso lo special team, grazie a questa sua versatilità è riuscito a stabilire il suo primato personale segnando 3 touchdown su ricezione.
Nel Super Bowl XLVII Walker ricevette 3 passaggi per 48 yard ma i 49ers furono sconfitti 34-31 dai Baltimore Ravens.

### Tennessee Titans
Il 12 marzo 2013, Walker passò come free agent ai Tennessee Titans. Il primo touchdown con la nuova maglia lo segnò nella settimana 2 contro gli Houston Texans e il secondo due settimane dopo nella vittoria sui New York Jets. La sua stagione si chiuse con i nuovi primati in carriera per yard ricevute (571) e touchdown su ricezione (6) in 15 presenze, di cui 11 come titolare.
Walker aprì la stagione 2014 andando subito a segno nella vittoria in trasferta contro i Kansas City Chiefs. Segnò un touchdown anche nella domenica successiva, terminando con 142 yard ricevute, ma la sua squadra fu superata dai Cowboys. La sua stagione si chiuse guidando i Titans con 890 yard ricevute e al secondo posto con 4 TD su ricezione.
Nella settimana 9 della stagione 2015, Walker ricevette due touchdown dal quarterback rookie Marcus Mariota nella vittoria ai supplementari sui Saints che interruppe una striscia di sei sconfitte consecutive. La sua annata si chiuse guidando i Titans sia in yard ricevute (1.088) che in TD su ricezione (6), venendo convocato per il suo primo Pro Bowl al posto di Greg Olsen, impegnato nel Super Bowl 50. L'anno seguente fu convocato per il secondo Pro Bowl consecutivo dopo avere segnato un primato in carriera di 7 touchdown.
Nel 2017 i Titans tornarono ai playoff per la prima volta dopo nove stagioni e Walker fu convocato per il suo terzo Pro Bowl al posto dell'infortunato Travis Kelce.

## Palmarès

### Franchigia
- National Football Conference Championship: 1

San Francisco 49ers: 2012

### Individuale
- MVP del Pro Bowl: 1

2017
- Convocazioni al Pro Bowl: 3

2015, 2016, 2017